# Cheumatopsyche sordida
Cheumatopsyche sordida is een schietmot uit de familie Hydropsychidae. De soort komt voor in het Nearctisch gebied.